# Operação Fatura Exposta
Operação Fatura Exposta é uma operação brasileira deflagrada pela Polícia Federal em 11 de abril de 2017, que visa acabar com um esquema de fraudes na compra de próteses para o Instituto Nacional de Traumatologia e Ortopedia (INTO) e Secretaria Estadual de Saúde do Rio de Janeiro. O empresário Gustavo Estellita e o ex-secretário de Saúde Sérgio Côrtes foram presos na operação.
De acordo com as investigações, o esquema na Secretaria de Saúde e no INTO desviou 300 milhões de reais. As fraudes saíram de importações e licitações internacionais e superfaturamento em contratos com órgãos públicos.
A Fatura Exposta é um desdobramento das Operações Calicute e Eficiência, que vem desbaratando o esquema atribuído ao ex-governador Sérgio Cabral, responsável por instituir o percentual de propina de 5 por cento de todos os contratos celebrados com o Estado do Rio de Janeiro, e que desviou mais de 100 milhões dólares dos cofres públicos mediante engenhoso de envio de recursos oriundos de propina para o exterior.